# 여수 선소 유적
여수 선소유적(麗水 船所遺蹟)은 대한민국 전라남도 여수시 시전동에 있는 조선시대의 조선소 유적이다. 1995년 4월 20일 대한민국의 사적 제392호로 지정되었다.

## 개요
고려시대부터 배를 만드는 조선소가 있던 자리이다. 특히 임진왜란 때 이순신 장군이 전쟁을 승리로 이끌게 한 거북선을 만들었던 곳으로 잘 알려져 있다.
지도상으로 보면 가막만의 가장 북쪽에 조선소가 있으며 조선소의 바다 입구에는 가덕도와 장도가 조선소의 방패 구실을 하고 있다. 또한 먼 바다에서 보면 육지처럼 보이고, 가까이 봐도 바다인지 호수인지 알아보기 어려워 중요한 해군 군사 방어 지역이었음을 알 수 있다.
현재 이곳에는 거북선을 만들고 수리했던 '굴강', 칼과 창을 갈고 닦았던 '세검정', 수군지휘소였던 '선소창', 수군들이 머물렀던 '병영막사', 거북선을 매어 두었던 '계선주', 칼과 창을 만들던 '풀뭇간', 왜군들의 활동을 살피던 '망해루', 말과 수군이 훈련하던 '망마기마대', 창을 던지고 활을 쏘는 연습장인 '궁장사', 일반인의 통행금지를 표시했던 벅수(석인) 등 다양한 관련 유물들이 남아 있으며 이순신 장군의 어머니 변씨부인을 모셨던 곳인 '자당기거지'가 있다.

## 같이 보기
- 거북선
- 가덕도

## 참고 자료
- 여수 선소 유적 - 국가유산청 국가유산포털